# A magyarországi eszperantómozgalom évszámai
A magyarországi eszperantómozgalom évszámai szócikk bővebben tárgyalja a Magyarországi Eszperantó Szövetség Wikipédia szócikkében található kronológiai felsorolást.

## Magyarázat[1]
A magyarországi eszperantisták országos egyesülete 1902 óta létezett, ám a megalakulás 1907-ben, 1912-ben és 1960-ban megismétlődött. Különböző okok miatt minden alkalommal de rendre új egyesület jött létre, szó sem volt azonban arról, hogy de facto új egyesület alakult volna. A jogi státusznak ugyan megvan a maga jelentősége és története, ennek túlhangsúlyozása és a dolgok lényegével való azonosítása azonban nem több puszta „jogászkodásnál”.[forrás?] Mindemellett tény, hogy az egyesület az ötvenes években volt a legbizonytalanabb jogi helyzetben.
A jogi státusznál sokkal fontosabbak voltak azok a belső változások, újjászervezések, amelyeket új vagy lényegében megújított alapszabály elfogadása jelzett, de ezek a változások is a mozgalmi kontinuitás jegyében történtek (1906, 1911, 1960, 1987, 2006). Ennél is kisebb jelentőségűek voltak a névváltozások. Mindemellett nem érdektelen a névváltozásokkal kapcsolatos sok téves adatot is korrigálni. Az egyesület nevei időrendben a következők voltak:
1. Magyar Eszperantisták Egylete 1902-03-02[3] – 1906-04-24
2. Magyar Eszperantista Egyesület 1906-04-24 – 1911-05-25
3. Magyar Országos Eszperantó Egyesület 1911-05-25 – 195?[4]
4. Országos Eszperantó Tanács (szervezete)[5] 1955-09-18 – 1960-10-30
5. Magyar Eszperantó Szövetség 1960-10-30 – 1991-06-01
6. Magyarországi Eszperantó Szövetség 1991-06-01 óta

Felmerül az a kérdés, hogy mikor és miért szünetelt az egyesület tevékenysége. Ilyen szünetelés mindig külső, társadalmi-politikai okok miatt, kényszerből történt. Háromszor volt ilyen működési szünet, melynek okai: a háborús helyzet 1916–1917-ben, a totális fasizmus hatalomra jutása 1944-ben, végül a sztálinista diktatúra az ötvenes évek első felében. Ez utóbbival kapcsolatos a legtöbb téves adat és félremagyarázás.
1950-ben az elnökségben több párttag is volt, akik azt az utasítást kapták, hogy mondassák ki az elnökséggel az egyesület megszüntetését. Ők ugyan nem értettek egyet ezzel az intézkedéssel, de az 1950. április 6-i elnökségi ülésen kénytelenek voltak közölni a többiekkel ezt a „felsőbb intenciót”. Az akkori politikai helyzetben rendkívüli tettnek számított az, hogy az elnökség ellenállt ennek a felsőbb pártutasításnak, és nem az egyesület megszűnését, hanem azt mondta ki, hogy szünetelteti az egyesület működését. Még ennek a lényegében más határozatnak az elfogadtatása sem ment könnyen, hiszen a tíz igennel szavazóval szemben hárman ellene mertek szavazni, ketten pedig tartózkodtak. Azzal senki nem törődött, hogy az alapszabály szerint az elnökségnek nem volt ilyen hatásköre, tehát a határozat eleve érvénytelen volt.
1950-ben tehát de jure nem szűnt meg az egyesület. A határozatba nem került be a szüneteltetés időtartama, csupán elhangzott, hogy ez egy év lesz. 1951–1952 azonban a Rákosi-féle sztálinista diktatúra legsötétebb évei voltak, és ekkoriban nem merték kezdeményezni a működés folytatását. Ezután egy tanácsi hivatalnok megállapította, hogy az egyesület régi címén nem található, és működésének semmi jele nem tapasztalható. Erre hivatkozva 1952. január 3-án mint „ismeretlen egyesületet” törölték az egyesületek nyilvántartásából. E jogszerűtlen lépések sorozata már csak azért sem tekinthető de jure megszűnésnek, mert egyrészt nem volt mód fellebbezésre, másrészt pedig az 1953-as, Nagy Imre nevéhez fűződő politikai fordulat nyomán megkezdődhetett az egyesület tevékenységének felélesztése. Ez azonban csak fokozatosan, több év alatt ment végbe.
1953-ban néhányan úgy találtak módot az eszperantista tevékenység folytatására, hogy bekapcsolódtak a Világbéke Eszperantó Mozgalom működésébe. A szovjet tömb országaiból ugyan senki nem tudott részt venni a mozgalmat kezdeményező, 1953-ban az ausztriai St. Pöltenben megrendezett nemzetközi konferencián, de az egyesület néhány aktivistája kezdettől fogva levelezett az új mozgalom vezetőivel és a nemzetközi mozgalom aktivistájaként folytatott eszperantista tevékenységet. Elsőként Márton Lajos (1921–1978), később dr. Szemenyei Bálint, Balkányi Pál (1894–1977) és mások lettek MEM-aktivisták.
Ezzel elindult egy az eszperantót „legitimáló” folyamat melynek eredményeképpen az Országos Béketanács égisze alatt 1955. szeptember 18-án megalakulhatott egy szervező központ. Ennek a testületnek céljait és szervezetét illető kezdeti bizonytalankodást tükrözte a kezdetben többszöri névváltoztatás, míg végül Magyarországi Eszperantó Tanács lett a neve. Elnöke az a Baghy Gyula (1891–1967) lett, aki 1950-ben társelnök volt, a vezetőségbe az 1945–1950-es időszak aktivistái kerültek be, viszont kimaradt Szerémi Borbála (1896–1984), aki – jobb meggyőződése ellenére, pártutasításra – az 1950-es, tevékenységet szüneteltető határozatot kezdeményezte. A Tanács tüneményes gyorsasággal országszerte újjászervezte az 1950 óta „alvó” csoportokat, és bár erre nem volt engedélye, 1957-ben, már „tagsági jegyet” is kibocsátott. Egyéni tagjaival és az egész országra kiterjedő szervezeti hálózatával 1960-ban már erősebb szervezet volt, mint 1950-ben.
Az egyesületet tehát de iure soha nem tiltották be, nem oszlatták fel és önfeloszlatásra sem került sor. A megbénított egyesület 1955–1957-ben de facto újjászerveződött az 1950-es szervezeti rendben, de új néven. Ez a szervezet „kifelé” mozgalomként határozta meg önmagát. Az egyesület jogfolytonosságának kimondásától az egyesület létét féltették, legalábbis eleinte. 1956-ban az egyesület felügyeleti szerve a Művelődésügyi Minisztérium lett. 1957-től lett volna mód az egyesületi forma visszaállítására, erre azonban belső ellentétek miatt nem került sor. A nézeteltérések lényege az volt, hogy az egyesület tevékenységének szüneteltetését kimondó határozatért egyesek a volt munkáseszperantistákat, vagyis a volt MEME-tagokat okolták és szerették volna kiszorítani őket minden pozícióból. Lényegében csak személyi ellentéteket igyekeztek néhányan politikai harcként beállítani, ezek a viták azonban sokáig késleltették a helyzet megnyugtató jogi rendezését.
A volt munkáseszperantisták amellett, hogy 1950-ben vonakodtak végrehajtani a felsőbb pártutasítást, 1960-ban sikeresen közbenjártak az egyesület helyzetének rendezése érdekében, így többek között Szerémi Borbálának sikerült megnyernie Aczél György miniszterhelyettes támogatását, aki kulturális ügyekben a pártvezetés legbefolyásosabb tagja volt. A pártvezetők elé kerülő jelentésbe többek között bekerültek eszperantómozgalomra nézve kedvező, egyébként azonban valótlan adatok is.
Az MSZMP Központi Bizottságának Titkársága 1960. július 26-án hozott „szigorúan bizalmas” határozatot „az eszperantó mozgalom helyzetének rendezésére”. E határozat előírja, hogy „a mozgalom a jövőben országos egyesület formájában működjék” és „Magyar Eszperantisták Országos Egyesülete” legyen a neve. 1960. október 30-ára tehát a Magyarországi Eszperantó Tanács küldöttgyűlést hívott össze, ez kimondta a Tanács megszűnését és az „új” egyesület megalakulását. Az „új” egyesületnek de jure új tagjai lettek, amennyiben a régieknek be kellett lépniük az „új” egyesületbe. Az átszervezés tehát nem jelentett új tagságot. Az „új” egyesület örökölte a Tanács által kiépített országos struktúrát (csoportokat és megyei bizottságokat) is. Az elnök Baghy Gyula maradt, akinek aktív elnöki tevékenysége így az egyesület történetében a leghosszabb ideig tartott (1955–1965).
A párthatározatot azonban, csakúgy mint 1950-ben, 1960-ban sem hajtották végre maradéktalanul. Most az egyesület nevét kifogásolták többen és a közgyűlés a párthatározattól eltérően a „Magyar Eszperantó Szövetség” név mellett döntött. Ez azt jelentette, hogy a párthatározatnak ezt a részét az azt ismerő párttagok, közöttük vezetők nem igyekeztek végrehajtani, sőt most is „átálltak” a párthatározatot ellenzőkhöz.

## 1879–1902[18]
- 1897 Bálint Gábor nyelvész, a kolozsvári egyetem tanára az első magyarországi eszperantista.
- 1897-05-25 A Kolozsvári Ellenzék c. napilap ad hírt először az eszperantó nevű nyelvtervezetről, amelyet Lazar Markovics Zamenhof varsói orvos tett közzé 1887. július 26-án.
- 1897. szept. Bálint Gábor eszperantó nyelvtanfolyamot indít a kolozsvári egyetemen.
- 1898 Kolozsváron jelenik meg az első magyar nyelvű eszperantó tankönyv. Szerzője Barabás Ábel.
- 1900 Az első Magyarországon kiadott eszperantó nyelvű könyv: viccek 200 oldalon. Összeállította és kiadta Lengyel Pál (nyomdász) nyomdász, Szegzárd.
- 1900–1904 A szegzárdi Lengyel Pál (nyomdász) nyomdász kiadója, majd szerkesztője is a nemzetközi eszperantómozgalom Lingvo Internacia c. folyóiratának.

## 1902–1949
- 1902-03-02 Húsz taggal megalakul a Magyar Eszperantisták Egyesülése. Célja „propagálni és terjeszteni az eszperantót, segíteni az átutazó eszperantistákat.”
- 1904 nov Lengyel Pál (nyomdász) nyomdájával Párizsba költözik, s a továbbiakban ott adja ki a Lingvo Internaciát.
- 1906-04-24 Az egyesület átszervezésével megalakul a Magyar Eszperantista Egyesület.
- 1906 Szenvedélyes cikkek a sajtóban az eszperantóról. Ady Endre, Kosztolányi Dezső, Ignotus és mások üdvözlik az új mozgalmat, Arányi Miksa és Rákosi Jenő támadják.
- 1907 Turócszentmártonban megjelenik az első szlovák nyelvű eszperantó nyelvtan.
- 1909-02-25 Az egyesület közgyűlése kimondja, hogy az egyesület, amelynek célja „az eszperantó nemzetközi nyelv terjesztése”, politikai és vallási kérdésekkel nem foglalkozik.
- 1909 Zágrábban megjelenik az első horvát nyelvű eszperantó tankönyv, szerzője Danica Bedekovic-Pobjednicka.
- 1909-08-30 Budapesten, a XIV. Nemzetközi Orvoskongresszus ülésén három eszperantó nyelvű előadás hangzik el.
- 1910 Zágrábban jelenik meg az első szlovén nyelvű eszperantó nyelvkönyv, szerzője Ljudovit Koser.
- 1910–1912 Megjelenik a piarista Vörös Cyrill három kötetes műve az euklideszi és a Bolyai-geometriáról, 439 oldalon: az világon az első eszperantó nyelvű matematikai szakkönyv.
- 1911 Először jelenik meg Magyarországon eszperantó nyelvtan románul és németül.
- 1911-05-25 Az egyesület újabb átszervezésével létrejön a Magyar Országos Eszperantó Egyesület (MOEE). Elnöke Giesswein Sándor pápai prelátus, országgyűlési képviselő, a magyarországi keresztényszocialista mozgalom megalapítója, a Szent István Akadémia elnöke. Az egyesület feladata az eszperantó „terjesztése és tanítása a politikai vagy felekezeti kérdések teljes kizárásával”, ugyanakkor azonban „a modern kor humánus és kulturális törekvéseiben részt vesz”, s ennek megfelelően felhasználja az eszperantót „a békemozgalom és a nőmozgalom eszméinek propagálására” is.
- 1913-02-23 Megalakul a Magyarországi Eszperantista Munkások Egyesülete (MEME). Célja az eszperantó terjesztése a munkások között.
- 1913-09-28 Magyarországon először tiltanak be eszperantó rendezvényt. A székesfehérvári rendőrkapitány indoklása: az eszperantó tolvajnyelv.
- 1913-11-05 Az első interpelláció a magyar parlamentben az eszperantó ügyében: Giesswein Sándor képviselő a székesfehérvári eset kapcsán követeli a gyülekezési jog tiszteletben tartását.
- 1914-03-13 Az eszperantó nyelv megreformálására 1907-ben kezdeményezett nemzetközi mozgalom részeként Budapesten megalakul az Ido Nemzetközi Nyelv Egyesülete. Vezetőségében van többek között Schulek Frigyes építész, Babits Mihály író, Dienes Pál matematikus, Dienes Valéria filozófus.
- 1918 Az Ido Nemzetközi Nyelv Egyesülete támogatói és tiszteletbeli tagjai lesznek Jászi Oszkár és Szabó Ervin.
- 1918. nov. Az eszperantó támogatására Bíró Lajos, Karinthy Frigyes, Schöpfiln Aladár, Zilahy Lajos és mások bizottságot alakítanak.
- 1919-07-04 A Közoktatásügyi Népbiztosság elrendeli a Nemzetközi Tudományos Nyelvintézet felállítását a Budapesti Tudományegyetemen, vezetőjévé kinevezik az eszperantó és ido lektorokat is. Az intézet megszervezését az egyetemen belül elsősorban Simonyi Zsigmond nyelvész, továbbá Asboth Oszkár és Dienes Pál támogatják.
- 1919. júl. A MEME székházául kijelölnek egy üres Üllői úti palotát.
- 1919. aug. Feloszlatják az egyetem Nemzetközi Tudományos Nyelvintézetét, elveszik a MEME székházát.
- 1919-09-04 Letartóztatják dr. Rajczy Rezsőt, az ismert eszperantistát, aki a Tanácsköztársaság idején a Munkaügyi és Népjóléti Népbiztosság Gyermekvédelmi Osztályának vezetőhelyettese, az Alkoholellenes Tanács és az 500 tagú budapesti munkástanács tagja volt.
- 1919. okt. Fegyelmi eljárás, zaklatások, majd elbocsátás a sorsa azoknak, akik részt vettek a Nemzetközi Tudományos Nyelvintézet munkájában vagy azt támogatták. Többen külföldre menekülnek. A nemzetközi nyelv kutatásának és oktatásának ügye Magyarországon 47 évre kiszorul az egyetemi és tudományos életből.
- 1919. nov. Hámán Kató, Batta József és Schuller Béla megkezdik a munkáseszperantista mozgalom újjászervezését. Hámán Kató számos tanfolyamot vezet.
- 1920-01-22 A letartóztatása során elszenvedett kínzások következtében elhunyt dr. Rajczy Rezső.
- 1920. márc. Robicsek Pál, a Posta volt helyettes népbiztosa nyolc hónapi bujkálást követően Csehszlovákiába szökik, majd a Szovjetunióba emigrál.
- 1921 Tomszkban eszperantó és orosz nyelvű emlékművet állítanak a polgárháborúban elesett magyar eszperantistáknak: „Az imperialista háború szibériai száműzöttjei, a világforradalomért életüket áldozó elesett hősök örök emlékére. Magyar szekció 1921.”
- 1922 A főváros tanácsa elbocsátja Prayer Aranka tanítónőt. Indoklás: 1919-ben eszperantó nyelvtanfolyamon vett részt, az eszperantó pedig a szocialisták tolvajnyelve.
- 1922. febr. A MEME szegedi csoportja három vezetőjét letartóztatják és börtönbüntetésre ítélik kommunista tevékenység címén.
- 1922-12-24/27 A Magyarországi Szociáldemokrata Párt XXI. kongresszusa elutasítja Hámán Katónak az eszperantó használatára vonatkozó javaslatát.
- 1922–1926 Megjelenik a dr. Schwartz Tivadar ügyvéd által alapított Literatura Mondo c. irodalmi folyóirat. Szerkesztik: Baghy Gyula és Kalocsay Kálmán.
- 1922-02-22 Betiltják a Sennacieca Revuo c. Párizsban megjelenő folyóirat magyarországi terjesztését.
- 1922-08-05 Betiltják a Kombato és a Libero c. Bécsben megjelenő ido folyóiratok továbbá a Nacionalismo ed internacionalismo és a Nova Horizonti c. Lipcsében megjelenő ido kiadványok magyarországi terjesztését.
- 1923 Először jelenik meg Karinthy-kötet eszperantóul: Morgau matene. Karinthy-kötet jelenik meg idoul is: Faremido.
- 1923-11-15 Elhunyt dr. Giesswein Sándor pápai prelátus, országgyűlési képviselő, a Magyar Tudományos Akadémia levelező tagja, a Szent István Akadémia elnöke, 1911-től a MOEE elnöke.
- 1924-02-06 Betiltják a La Nova Epoko c. Moszkvában megjelenő folyóirat magyarországi terjesztését.
- 1925. júl. Batta József, a MEME, titkára, letartóztatása elől Csehszlovákiába szökik, majd Berlinben telepedik le.
- 1925-10-09 Betiltják a Libera Laboristo c. Berlinben megjelenő folyóirat magyarországi terjesztését.
- 1925-12-05 Kéthly Anna szociáldemokrata képviselő tiltakozik a parlamentben a MEME orosházi és pécsi csoportjai, továbbá az egri, gyulai, békéscsabai, tótkomlósi és tatabányai nyelvtanfolyamok betiltása ellen.
- 1926-tól A Szovjet Posta modernizálását magyar eszperantisták, Manglitz Karola és Robicsek Pál irányítják. Eszperantó feliratú postabélyegek és levelezőlapok jelennek meg, több városban eszperantó nyelvű rádióadások kezdődnek, s megkezdi eszperantó nyelvű adásait egy Komintern-adó is.
- 1926-04-30 Reisinger Ferenc szociáldemokrata képviselő interpellál a parlamentben a MEME miskolci csoportjának betiltása miatt.
- 1926-09-06 Betiltják a Lipcsében megjelenő Sennacieca Revuo folyóirat és a Kontrau Dio és Nur volu c. kiadványok magyarországi terjesztését.
- 1926-10-25 Humhál László, Glanz Andor és más kommunista fiatalok veszik át a vezetést a MEME 1. sz., budapesti csoportjában.
- 1926-10-28 Betiltják az Internacia Lingvo c. moszkvai folyóirat magyarországi terjesztését.
- 1927. jan. Hódmezővásárhely, Szeged, Szentes és Orosháza környékén terjesztett betiltott eszperantó nyelvű kiadványok ügyében rendőri eljárás indul.
- 1927-04-11 Betiltják a Sennaciulo és a La Lernanto c. Párizsban megjelenő folyóiratok magyarországi terjesztését.
- 1927-05-06 A MEME Stromfeld Aurél által vezetett magántisztviselői csoportja vendégül látja a szocialista Franz Jonast, az osztrák munkáseszperantista szervezet egyik vezetőjét, aki eszperantó nyelvű előadásokat tart Budapesten.
- 1928-03-25 Egy hódmezővásárhelyi földműves lakásán a csendőrök bűnjelként lefoglalnak egy eszperantó nyelvtankönyvet mint „kommunista iratot”.
- 1928-04-19 Kabók Lajos szociáldemokrata képviselő interpellál a parlamentben a hódmezővásárhelyi eset miatt. A belügyminiszter megvédi a csendőrséget azzal, hogy a szóban forgó könyv „kommunista nyelvtan” volt.
- 1928-06-22 Megalakul a Magyar Országos Katholikus Eszperantó Egyesület.
- 1928-08-28 Györki Imre szociáldemokrata képviselő interpellál a parlamentben az eszperantó nyelvű kiadványok terjesztésének tilalma miatt.
- 1929 Berlinben megjelenik Babits Gólyakalifája: La Cikoni-kalifo.
- 1929-08-02/09 A 21. Eszperantó Világkongresszus Budapesten, 1200 résztvevővel. Fővédnökök: dr. Bethlen István miniszterelnök, dr. Ferenc József főherceg, dr. Zichy Gyula kalocsai érsek és dr. Lukács György ny. miniszter.
- 1930–1939 Bleier Vilmos kiadója, a Literatura Mondo, 80 eszperantó művet ad ki, közöttük az eszperantó kultúra szempontjából kulcsfontosságú műveket.
- 1930 Lipcsében megjelenik a Cent tridek tri tagoj de Sovet-Hungario – emigráns kommunista vezetők cikkgyűjteménye a Tanácsköztársaságról.
- 1930-06-26 Betiltják S. Saburin Lerna Esperanta Krestomatio c. Moszkvában megjelenő tankönyvét.
- 1930-07-01 Betiltják a Kion rakontas la amikoj de Teçjo c., Lipcsében megjelenő könyv magyarországi terjesztését.
- 1930. okt. – 1933. jan. Berlinben Batta József szerkesztésében jelenik meg az Internaciisto c., kommunista irányzatú nemzetközi munkáseszperantista folyóirat, 1932-től az akkor megalakuló Proletár Eszperantisták Internacionáléjának orgánuma.
- 1931–1938 Megjelenik a Literatura Mondo, a nemzetközi eszperantómozgalom legtekintélyesebb irodalmi folyóirata, az eszperantó irodalom új korszakát jelentő „budapesti iskola” fóruma. Főszerkesztői dr. Kalocsay Kálmán és Baghy Gyula, szerkesztői Bodó Károly, Szilágyi Ferenc és Totsche Lajos.
- 1931-03-03 Betiltják az Internaciisto c., Berlin-Charlottenburgban megjelenő folyóirat magyarországi terjesztését.
- 1931-04-04 A MEME vezetőségében többségbe kerülnek a Demény Pál által vezetett, Kominterntől független, illegális magyarországi kommunista mozgalom résztvevői, közülük kerül ki az új titkár, Gischitz Endre is.
- 1932-07-26 Betiltják az Ino c., Frankfurtban megjelenő folyóirat magyarországi terjesztését.
- 1932-12-08 Magyar Eszperantó Pedagógiai Társaság alakul.
- 1933. jan. – 1934 febr. A Bécsben megjelenő La Socialisto a szociáldemokrata irányzatú magyar, osztrák, csehszlovák és német munkáseszperantista egyesületek közös folyóirata.
- 1933. febr.–ápr. Németországban betiltanak minden munkáseszperantista szervezetet és kiadványt, a vezetőket elhurcolják. Az ott élő magyar eszperantisták egy csoportjának sikerül a SZU-ba menekülnie.
- 1933-06-04 Bécsben megalakul a Szocialista Eszperantisták Internacionáléja, osztrák, magyar, csehszlovák, lengyel, litván, holland, belga és francia munkáseszperantista egyesületek nemzetközi szervezete. Titkára Gischitz Endre.
- 1934-02-14 A Kominterntől független magyarországi kommunista szervezethez tartozó Gischitz Endrét, Klement Károlyt és más munkáseszperantista vezetőket kizárják a Magyarországi Szociáldemokrata Pártból.
- 1932-02-14 A bécsi Schutzbund-felkelés leverésekor az osztrák munkáseszperantista vezetők Csehszlovákiába menekülnek, megszűnik a La Socialisto bécsi kiadása.
- 1934-02-17 A rendőrség elfogja a már illegalitásban működő MEME-központ tíz vezetőjét.
- 1934-04-03/04 Házkutatások során további 13 vezető munkáseszperantistát tartóztatnak le.
- 1934-04-09 Belügyminiszteri rendelettel eloszlatják a MEME-t.
- 1934-09-26 Betiltják a Legokajero por komencantoj c. tankönyv és Maxim Gorkij Kiel mi lernis, E. Izgur Je la nomo de l'vivo, a Karl Marx: Lia vivo kaj lia verko, és a Kamarado c., Lipcsében megjelenő kiadványok magyarországi terjesztését.
- 1934-11-09 Betiltják az Unua legolibro és a Petro c. tankönyveket, továbbá a Franciaországban, Németországban és a SZU-ban megjelent Absolutismo, La torco de l'edukistoj, Fajro kuracas, Rifa liberiga milito, Trapafita dekreto, La ruga kaptuko, Komentoj al la komunista manifesto, Antaμen al la batalo kaj venko, Sendiuloj stormas Dnepron, Kiel ni konstruas socialismon?, Programo de la Komunista Internacio és a Manifesto de la unua kongreso de la Komunista Internacio c. könyvek magyarországi terjesztését.
- 1935-01-17 Betiltják a La Socialisto c. folyóirat és a Preparantoj de milito c. könyv magyarországi terjesztését.
- 1935-01-18 Betiltják Ernst Drezen Historio de la mondolingvo c., Lipcsében és Moszkvában megjelent nyelvészeti mű magyarországi terjesztését.
- 1935-05-19 Magyar Eszperantó Szövetség néven új szervezet jön létre, amely az eszperantónak „a magyar érdekek szolgálatába állítását” hangsúlyozza.
- 1935-06-17 Betiltják a Baselban megjelenő La Heroldo c. folyóirat magyarországi terjesztését.
- 1936-05-19 Betiltják a Fervojstacio Zamenka és a Bolseva Komunumo de Ogpu c., a SZU-ban megjelent könyvek magyarországi terjesztését.
- 1936-08-31 Börtönben szerzett betegség következtében elhunyt Hámán Kató.
- 1936. nov. A Spanyol Köztársaságért harcoló eszperantisták közül hősi halált hal Humhál László.
- 1937 Letartóztatnak több ezer szovjet eszperantistát, köztük emigráns magyarokat is. A Szovjet Eszperantó Szövetséget likvidálják, vezetőjét, Ernst Drezent kivégzik. Az eltűntek közt van Robicsek Ferenc is.
- 1937-01-10 Betiltják a Popola Fronto c., Barcelonában megjelenő köztársasági folyóirat magyarországi terjesztését.
- 1937-02-22 Betiltják az Informa Bulteno de P.O.U.M. c., Barcelonában megjelenő trockista folyóirat magyarországi terjesztését.
- 1937-06-25 Braun Ferenc Sanghajba érkezik azzal a céllal, hogy előkészítse az egyre nehezebb körülmények között dolgozó Literatura Mondo kiadó áttelepülését. Tizenhárom nap múlva Japán megtámadja Kínát, Sanghajt is elfoglalják, Braun Hongkongba menekül, ahol internálják.
- 1937. szept. Végleg megszűnik az idisták magyarországi szervezete, az ido mozgalom világszerte meggyengül, szervezetei felbomlanak.
- 1937-11-19 Betiltják a Kion vi faras por eviti tion? c. spanyol köztársasági plakát magyarországi terjesztését.
- 1937 vége A SZU-ban letartóztatják Batta Józsefet, a Proletár Eszperantisták Internacionáléja egyik vezetőjét, a MEME volt titkárát. További sorsa ismeretlen.
- 1937 Londonban megjelenik Molnár Ferenc Pál utcai fiúk c. műve: La kanboj de Paulo-strato.
- 1938-04-08 Betiltják a Barcelonában megjelenő Proleta Voco c. folyóirat, és a Mexikóban kiadott Renovigo c. könyv magyarországi terjesztését.
- 1938-05-27/28 Az első Eukarisztikus Eszperantó Világtalálkozó Budapesten. Az Eukarisztikus Világtalálkozók Állandó Eszperantista Bizottságának elnökévé dr. Erdey Ferencet választják.
- 1938. dec. A Magyar Eszperantó Szövetségen belül Munkás Szakosztály alakul – lényegében a betiltott MEME legális újjászervezésére tesznek kísérletet. Vezetői: Baranyai Imre, Farkas Imre, Kun István, Zachár Géza. A Népszavában eszperantó nyelvtanfolyam indul.
- 1939 Megszűnik a Literatura Mondo kiadó, vezetője, Bleier Vilmos, Franciaországba menekül.
- 1939-05-02 Danuba Voco címmel megkezdődnek a Magyar Rádió rendszeres eszperantó nyelvű adásai: előadások eszperantó nyelven.
- 1940 Amszterdamban jelenik meg Kassák Lajos La vojoj estas nekonataj c. műve, azonban a német támadás illetve megszállás miatt elrejtik és csak a háború után kerül forgalomba.
- 1940 A Danuba Voco adásait heti kétszer egy percre szűkítik.
- 1941-11-18 A magyar megszálló hatóságok Szabadkán röpiratterjesztésért felakasztanak két eszperantistát: Lukács István kereskedősegédet és Schwalb Miklós magántisztviselőt.
- 1942. ápr. A munkásmozgalmi aktivisták tömeges letartóztatása illetve munkaszolgálatra történő behívása. Megszűnik a MESZ Munkás Szakosztálya.
- 1943 Londonban jelenik meg Aszlányi Hét pofon c. műve: La sep vangofrapoj.
- 1943 A SZU-ban elhunyt dr. Lantos Albert orvos, az emigráns idisták vezetője.
- 1943 A német fasiszták elleni fegyveres partizánharcok során Lengyelországban nyoma vész Killián Györgynek, a MEME és a Magyarországon betiltott SAT volt aktivistájának.
- 1944 Zsidó származása miatt elhurcolják és valószínűleg Auschwitzban veszti életét dr. Fuchs Jenő mátészalkai ügyvéd, a magyar irodalom egyik jeles eszperantó fordítója.
- 1944-10-16 Magyar és német fasiszták Pusztavámnál legyilkoltak 212 értelmiségit. Köztük volt dr. Takács József, aki 1911 és 1941 között vezető tisztségeket töltött be a MOEE-ben és 1931-től a szövetség tiszteletbeli tagja is volt. (1946. május 26-án a közgyűlés post mortem a szövetség tiszteletbeli elnökévé választotta.)
- 1945 A dachaui koncentrációs táborban meggyilkolják Kulich Gyulát, aki ifjúmunkásként lett eszperantista s 1940-ben kommunista szervezkedésért nyolc évi fegyházra ítélték.
- 1945-03-25 Budapesten újjászerveződik a Magyarországi Eszperantista Munkások Egyesülete. Elnöke Kossa István.
- 1945-04-05 Az ausztriai Isperdorfban SS-legények szökési kísérlet miatt megkínozzák majd meggyilkolják Farkas Imrét, a pedagógus eszperantisták egyik vezetőjét, akit az antifasiszta fegyveres ellenállásban való részvétele miatt 1944-ben fegyházbüntetésre ítéltek.
- 1945-04-05 Az ausztriai Lichtenwörthben két nappal a koncentrációs tábor felszabadulása után elhunyt a zsidó származása miatt odahurcolt Tolnai Pálné Göndör Rózsi, aki 1928-tól volt a MOEE vezetőségi tagja.
- 1945-05-10 A németországi Theresienstadtban néhány nappal a koncentrációs tábor felszabadulása után elhunyt Tolnai Elek, aki 1920-tól vezető tisztségeket töltött be a MOEE-ben. Utoljára illegális eszperantó tanfolyamot vezetett a bergen-belseni koncentrációs táborban. (A szövetség közgyűlése 1946. május 26-án post mortem a szövetség tiszteletbeli tagjává választotta.)
- 1945. nov. A MEME aktivistái új helyzetbe kerülnek, egyre „több eszperantista elvtárssal találkozunk mint felelős állásban lévő szakszervezeti vagy párttitkárral, mint nemzetgyűlési képviselővel, vagy mint vállalatvezetővel.” (Informilo 1)
- 1946-08-18/20 A MOEE és a MEME első közös rendezvénye: országos találkozó Orosházán.
- 1946-08-28 Csurgay István kisgazdapárti képviselő interpellál az országgyűlésben az eszperantó iskolai tanítása érdekében.
- 1946-10-22 Csurgay István interpellációjára felolvassák az időközben felmentett parasztpárti vallás- és közoktatásügyi miniszter elutasító válaszát, amelyet Csurgay, a szociáldemokrata frakció és a kommunista frakció nagy többsége nem fogad el, a parlament többsége azonban elfogadja.
- 1947 Stockholmban megjelenik Zilahy Lajos Halálos tavasza: Printempo de morto.
- 1947-02-03 A Szociáldemokrata Párt XXXV. kongresszusa Szakasits Antal indítványára határozatot fogadott el az eszperantó érdekében.
- 1947-02-21 Rónai Sándor szociáldemokrata kereskedelem és szövetkezetügyi miniszter engedélyezi az eszperantónak a kereskedelmi középiskolákban rendkívüli tárgyként való tanítását és számos előnyt biztosít tanításával kapcsolatban.
- 1947-03-11 A Magyar Rádió rendszeres eszperantó nyelvű adásainak kezdete. Hírek hetenként egyszer 5 percben, később heti három, majd négy alkalommal 15 percben.
- 1947-06-09 A jugoszláviai Varasdinban megrendezett 2. Balkáni Eszperantó Konferencián a bolgár, jugoszláv és román szövetségekhez csatlakozik a magyar is. Cél: hozzájárulás a népek baráti kapcsolatainak erősítéséhez.
- 1947-07-26/-08-22 Több mint ötven magyar vesz részt Bernben a háború után megrendezett első nemzetközi eszperantó kongresszuson, köztük régi munkáseszperantisták is. Több küldött állami vagy szakszervezeti támogatással jut ki Svájcba.
- 1947-12-08 Létrejön a magyarországi eszperantisták egységes szervezete oly módon, hogy a MEME tagjai kollektíve belépnek a MOEE-be.
- 1947-10-10 Hatvan ésves az eszperantó, ötvenéves a magyarországi eszperantómozgalom: a szövetség ünnepi ülése a parlament múzeumi termében. Ünnepi szónok: Kéthly Anna, az országgyűlés alelnöke, a szociáldemokrata pártvezetőség alelnöke.
- 1948-02-13 Ortutay Gyula vallás- és közoktatásügyi miniszter engedélyezi az eszperantónak az általános iskolák V.–VIII. osztályaiban való tanítását.
- 1948. márc. 102 országgyűlési képviselő (35 kommunista, 24 szociáldemokrata, 21 kisgazdapárti, 15 parasztpárti, 7 egyéb) beadványa a vallás- és közoktatásügyi miniszterhez annak érdekében, hogy engedélyezze az eszperantó tanítását minden iskolatípusban. Nagy Imre, az országgyűlés elnöke külön levélben kérte a minisztert az engedély kiadására.
- 1948-07-22/24 Az I. Dunavölgyi Eszperantó Konferencia az országház delegációs termében és az újvárosháza dísztermében, a balkáni eszperantó konferenciák folytatásaként, bolgár, jugoszláv, magyar, csehszlovák és osztrák résztvevőkkel (a román és a lengyel küldöttség nem érkezik meg – náluk már megkezdődött az eszperantómozgalom felszámolása).
- 1949-10-02 Az eszperantó nyelvű rádióadás váratlanul elmarad, mert „mától kezdve ez a vonal”. Ezt követően a Magyar Rádiónak 17 évig nincs eszperantó nyelvű adása.
- 1949-10-15 Kivégzik a Rajk-perben halálra ítélt Szalai Andrást, aki 1937–1939-ben Zágrábban kapcsolódott be az eszperantómozgalomba.

## 1950–1955
- 1950-04-06 A MOEE választmányi ülésén a 35 tagból 17 tag jelenik meg. Szerémi Borbála alelnök javaslatára az egyesület „ideiglenesen felfüggeszti tevékenységét” (10 igen, 3 nem, 2 tartózkodás). Szerémit és a többi párttagot pártutasítással kötelezték az egyesület megszüntetésére.
- 1950-06-22 Kivégzik a háborús és népellenes bűntett hamis vádjával elítélt Gáyer Imrét, a MEME volt tagját.
- 1955-09-18 Az eszperantisták az Országos Béketanács keretében próbálkoznak az újjászervezéssel. Megalakul a Magyarországi Eszperantó Tanács, elnöke Baghy Gyula.

## 1955–1960
- 1956-12-31 A Magyarországi Eszperantó Tanács nyilvántartásában mintegy 300 eszperantista szerepel.
- 1957 Koppenhágában jelenik meg Darvas József Vízkereszttől Szilveszterig c. műve eszperantóul: Amara pano.
- 1957. aug. Domokos Lajost, a Magyarországi Eszperantó Tanács alelnökét a Béketanács elnökségébe választják.
- 1957 Megjelenik a Hungara Fervojista Mondo, a vasutas eszperantisták negyedévi folyóirata.
- 1957-12-31 A Magyarországi Eszperantó Tanács nyilvántartásában mintegy 600 eszperantista szerepel, de továbbra sem működhet egyesületi formában. Tevékenységét a Művelődésügyi Minisztérium felügyeli.
- 1958-12-31 A Magyarországi Eszperantó Tanács mintegy 900 tagot tart nyilván. Az egyesületi formában való működés engedélyezése körüli viták elhúzódnak. Sokan nem bocsátják meg Szerémiék 1950-es megalkuvását.
- 1960-10-30 A Magyarországi Eszperantó Tanács szervezetéből létrejön a Magyar Eszperantó Szövetség (MESZ). Felügyelő szerve a Szakszervezetek Országos Tanácsa. A MESZ elnöke Baghy Gyula.

## 1961–1991
- 1962 Hungara Vivo cimmel folyóirat indul a magyar kultúra bemutatására.
- 1962-05-06/12 A Vasutas Eszperantisták Nemzetközi Szövetségének 14. kongresszusa Budapesten, mintegy ezer résztvevővel.
- 1962-08-04 A Magyar Eszperantó Szövetséget felveszik az Egyetemes Eszperantó Szövetségbe.
- 1963-12-31 A Szövetség taglétszáma 1500.
- 1964–1969. aug. 10-20. Nemzetközi Pedagógus Eszperantó Szemináriumok Szegeden: különböző fokú intenzív nyelvtanfolyamok illetve előadássorozatok több száz résztvevővel.
- 1965 A Corvina kiadásában jelenik meg az Ember tragédiája Kalocsay Kálmán fordításában: La tragedio de l'homo.
- 1966-02-01 A Magyar Rádió újraindítja az 1949-ben megszüntetett eszperantó nyelvű adásokat napi 15 percben.
- 1966. májustól eszperantó nyelvből is lehet állami nyelvvizsgát tenni.
- 1966-07-23/30 Az Ifjúsági Eszperantó Világszövetség 22. kongresszusa Pécsen, 900 résztvevővel.
- 1966-07-30/-08-06 Az 51. Eszperantó Világkongresszus Budapesten, 3975 résztvevővel. Fővédnök: Kisházi Ödön.
- 1966. szept. Megkezdődik az eszperantó szakos középiskolai tanárok képzése az Eötvös Loránd Tudományegyetemen. Az eszperantót harmadik szakként lehet felvenni és megkezdődik a levelező hallgatók képzése is. Az első húsz évben 98 hallgató kap diplomát.
- 1967-03-18 Elhunyt Baghy Gyula költő és író. 1921-től vezető tisztségeket töltött be a szövetségben, 1955–1965-ben a tanács illetve a szövetség elnöke, 1928-tól az Eszperantó Akadémia tagja, 1938-tól annak alelnöke, 1937-től az Eszperantó Világszövetség tiszteletbeli tagja volt.
- 1969-02-24 Budapesten kerül sor a szocialista országok eszperantó szövetségeinek első konzultációjára. A szocialista országok különböző társadalmi szervezeteinek hasonló nemzetközi konzultációi közül ez az egyetlen, amely nem „felülről” történő kezdeményezésre jön létre.
- 1969-02-28 A három évvel korábban újraindított eszperantó nyelvű adást a Magyar Rádió váratlanul megszünteti.
- 1970 Először jelenik meg a Corvina kiadásában Petőfi-kötet eszperantóul, Kalocsay Kálmán fordításában: Libero kaj amo. Poemoj elektitaj.
- 1973-03-19/20 A szocialista országok eszperantó szervezeteinek 5. konzultációja Visegrádon.
- 1974-12-31 A taglétszám meghaladja a négyezret.
- 1975-08-08 A Világturizmus Társaság Inowroclawban megrendezett konferenciáján először választott magyar alelnököt Pallós Istvánné személyében (majd több alkalommal újraválasztják).
- 1975-11-07 Elhunyt Bárczi Géza nyelvtudós, akadémikus, egyetemi tanár, aki 1913–1914-ben a MOEE vezetőségi tagja, 1966-69-ben a MESZ választmányi tagja, 1969-től a MESZ tiszteletbeli elnöke.
- 1975-11-29 Elhunyt Korach Mór vegyészmérnök, akadémikus, egyetemi tanár, aki a tízes években kapcsolódott be az eszperantómozgalomba, majd a hatvanas-hetvenes években sokat tett az eszperantó tudományos és szakmai alkalmazásáért. 1969-től a szövetség tiszteletbeli elnöke volt.
- 1976-02-27 Nyolcvanöt éves korában elhunyt dr. Kalocsay Kálmán orvos, az eszperantó irodalomnak Zamenhof után legnagyobb alakja, 1948-tól az Eszperantó Akadémia tagja, 1937-től az Eszperantó Világszövetség tiszteletbeli tagja. 1920-tól vezető tisztségeket töltött be a szövetségben s 1969-től a MESZ tiszteletbeli elnöke volt.
- 1976 A szövetség rendszeres eszperantó nyelvű könyvkiadásának kezdete.
- 1977 Először jelenik meg Ady-kötet a szövetség kiadásában: La morto de la cielarko.
- 1977-12-31 A taglétszám meghaladta az ötezret.
- 1978-07-31 A Világbéke Eszperantó Mozgalom várnai konferenciáján először választanak magyar elnököt dr. Pethes Imre személyében (újraválasztják 1982-ben, 1985-ben és 1988-ban).
- 1978-11-10 A Szövetség együttműködési szerződést köt az Országos Szövetkezeti Tanáccsal, létrehozzák a Szövetkezeti Eszperantó Bizottságot.
- 1979-04-06/09 A szocialista országok eszperantó szervezeteinek 12. konferenciája Visegrádon.
- 1979-12-14 Parlamenti képviselők kezdeményezésére, Hanga Mária oktatásügyi miniszterhelyettes jelentése alapján az országgyűlés kulturális bizottsága először tekinti át az iskolai eszperantó nyelvoktatás helyzetét.
- 1980-08-01 Az Eszperantó Világszövetség először választ magyar főtitkárt dr. Felsőné dr. Szabó Flóra ügyvéd személyében. (1983-ban és 1986-ban újraválasztják, 1989-ig tölti be e tisztet.)
- 1981 Tutmonda Sonoro címmel két kötetes antológia a szövetség kiadásában: a világirodalom legszebb versei.
- 1981-04-01 Az Eszperantó Világszövetség Tudományos Kiadó Központot (SEC) működtet Budapesten 1985-ig.
- 1981-07-11/21 Az Eszperantó Tanárok Nemzetközi Szövetségének 15. konferenciája Gödöllőn; 170 résztvevő 15 országból.
- 1982-03-19/20 Az eszperantó színházak első fesztiválja a Budapesti Tavaszi Fesztivál keretében.
- 1982-04-07 A szövetség együttműködési szerződést köt a Magyar Kommunista Ifjúsági Szövetséggel. (1989. április 21-én a KISZ megszűnt.)
- 1982-05-02/08 A Vasutas Eszperantisták Nemzetközi Szövetségének 34. kongresszusa Balatonfüreden 605 résztvevővel.
- 1982-06-06 Eszperantó nyelvű adások a Magyar Rádió pécsi regionális műsoraiban heti öt percben (1986-ig).
- 1982-12-14 A Művelődési Minisztérium védetté nyilvánítja a Fajszi-gyűjteményt. Fajszi Károly eszperantista gyűjteménye hungaricák vonatkozásában teljesebb, mint a Széchényi Könyvtár anyaga. Ez az első védett eszperantó gyűjtemény Magyarországon: 8000 kötet könyv, 8000 kötet periodika (ebből 3000 kötet teljes, kötött) és hatalmas múzeumi részleg. A legkorszerűbb könyvkatalógus.
- 1982-12-27/1983-01-02 A Neumann János Számítógéptudományi Társaság először rendez olyan számítástudományi konferenciát, melynek munkanyelve az eszperantó: Interkomputo-82. A tanulmányok ezer oldalas kiadványban jelennek meg.
- 1982-12-31 A taglétszám meghaladja a hatezret.
- 1983 A Corvina kiadásában először jelenik meg antológia a magyar irodalomból: Hungara Antologio.
- 1983 Először jelenik meg geológiai kézikönyv eszperantóul, a SEC kiadásában: Dudich Endre: Cu vi konas la teron?
- 1983-05-31 A szövetség együttműködési megállapodást köt a Magyar Nők Országos Tanácsával (1989-06-25-től Magyar Nők Országos Szövetsége).
- 1983-07-23/30 Az Ifjúsági Eszperantó Világszövetség 39. kongresszusa Debrecenben 672 résztvevővel.
- 1983-07-30/-08-06 A 68. Eszperantó Világkongresszus Budapesten 4834 résztvevővel. Fővédnök: Gáspár Sándor, a Szakszervezetek Országos Tanácsának elnöke.
- 1984-01-05 A szövetség együttműködési szerződést köt a Magyar Természetbarát Szövetséggel.
- 1984-06-08 A szövetség együttműködési szerződést köt a Magyar Népművelők Egyesületével.
- 1985 Először jelenik meg Móricz-regény eszperantóul a szövetség kiadásában: Varmega kamparo.
- 1985 A Hungaroton először ad ki dupla nagylemezt eszperantóul: Bukedo el la hungara poezio. Poemoj el la Hungara Antologio.. Szavalnak: Bánffy György, Berek Kati, Gera Zoltán, Szabó Kálmán és mások.
- 1985-07-07 A Magyar Rádió újraindítja eszperantó nyelvű adásait, ezúttal a Bartók Rádió műsorában. Az első 35 adás heti öt perces, később tíz perces. Szerkeszti: dr. Felső Pál (1989 szeptemberéig).
- 1985-07-28 Az Eszperantó Tanárok Nemzetközi Szövetsége 19. konferenciáján (1985-07-22/29) a svédországi Kungälvben először választ magyar elnököt dr. Szerdahelyi István személyében.
- 1985-07-27/-08-02 A nyugat-berlini TAKIS és a Neumann János Számítógéptudományi Társaság első közös tudományos konferenciája Budapesten. Az egyik munkanyelv az eszperantó.
- 1986-01-10 Az elnökség határozatot hoz a többes jelölés bevezetéséért. Ezt követően három hónapig tartó harc folyik az elnökségben, majd azon kívül is, a határozat megváltoztatásáért.
- 1986-04-09 A Magyar Rádió heti öt percről tíz percre növeli eszperantó nyelvű adásidejét.
- 1986-04-20 A MESZ, megelőzve az összes hazai állami és társadalmi szervet, egyesületet, kivált a pártállam kötelékéből: vezető testületeit és tisztségviselőit a közgyűlés a felügyelő szerv kizárásával, saját jelölő bizottságának javaslati alapján, többes jelöléssel választotta meg.
- 1986-07-26 Pekingben az Eszperantó Világszövetség először választ vezetőségébe egyszerre két magyar tagot: dr. Felsőné dr. Szabó Flóra és dr. Haszpra Ottó 1989-ig tagjai a vezetőségnek.
- 1986-09-30 A szövetség együttműködési szerződést köt a Tájak–Korok–Múzeumok Egyesülettel.
- 1986 Először jelenik meg József Attila-kötet a szövetség kiadásában: Urboranda nokto.
- 1987-03-21 A népek közötti békés együttműködés és a nemzetközi kulturális kapcsolatok fejlesztése terén szerzett kimagasló érdemei elismeréséül a Magyar Népköztársaság Elnöki Tanácsa a Béke és Barátság Érdemrendet adományozza a szövetségnek. A MESZ az első magyarországi szervezet, amely ezt a kitüntetést kapta (korábban csak külföldi szervezeteket illetve magánszemélyeket tüntettek ki).
- 1987-03-22 A közgyűlés nagy mértékben módosítja az Alapszabályt (lényegében új alapszabályt fogad el). Ez előírja, hogy minden választott testületet és minden tisztségviselőt többes jelölés alapján kell megválasztani. Új módon fogalmazzák meg a szövetség célját is: „…a nemzetközi nyelv terjesztésének és alkalmazásának elősegítésével megkönnyíteni a nemzetközi kommunikációt, előmozdítani a népek kölcsönös megismerésének és barátságának ügyét. A szövetség így kíván hozzájárulni a tartós béke biztosításához, erősítve tagjaiban a kölcsönös egymásra utaltság érzését, az emberiség közös értékeinek megismerésére és megbecsülésére való törekvést, és az egész emberiségért, annak környezetéért való felelősség tudatát, a globális szemléletet.”
- 1987-04-12/16 A szocialista országok eszperantó szövetségeinek 20. konferenciája Budapesten. Az alapdokumentum elfogadására irányuló magyar javaslatról szóló döntést elnapolják.
- 1987-07-27 Varsóban bemutatják az első eszperantóra szinkronizált magyar játékfilmet: En Europo ie (rendező: Radványi Géza, forgatókönyv: Balázs Béla, szinkronrendező: Vajda István; 105 perc)
- 1987-08-21 Elhunyt dr. Szerdahelyi István, az ELTE-n folyó eszperantó szakos tanárképzés megszervezője, a Magyar Eszperantó Szövetség alelnöke, az Eszperantó Tanárok Nemzetközi Szövetségének elnöke, az Eszperantó Világszövetség tiszteletbeli tagja, az Eszperantó Akadémia tagja.
- 1987-12-31 A taglétszám meghaladja a hétezret.
- 1988-04-25/29 A szocialista országok eszperantó szövetségeinek 21. konferenciája Ceské Budejovicében. A konferenciák ekkor elfogadott alapdokumentumában a cél meghatározására olyan megfogalmazást fogadnak el, amely a magyar szövetség alapszabályában foglaltak csaknem szó szerinti átvétele: „Az eszperantó nemzetközi nyelv alkalmazásával megkönnyíteni a nemzetközi kommunikációt, előmozdítani népeink és más népek kölcsönös megismerésének és barátságának ügyét, hozzájárulni a szilárd békéhez, erősítve a kölcsönös függőség érzését, az emberiség közös értékeinek megismerésére és értékelésére irányuló törekvést, a felelősséget az egész emberiségért és annak környezetéért…”
- 1988-04-29/-05-01 A Világbéke Eszperantó Mozgalom 11. konferenciája Budapesten.
- 1989-01-24 Az egyesülési jogról szóló 1989. évi II. törvény hatálybalépésekor formálisan is megszűnik a Szakszervezetek Országos Tanácsának a Magyar Eszperantó Szövetséget felügyelő jogköre.
- 1989-03-16 Elhunyt dr. Balázs János egyetemi tanár, a szövetség tiszteletbeli elnöke.
- 1989-04-18 A szocialista országok eszperantó szövetségeinek utolsó, moszkvai konferenciáján – magyar javaslatra – a szovjet szövetséggel egyenrangú résztvevőknek nyilvánítják az észt, lett és litván szövetségeket. A jelenlévő litván küldött azonnal elfoglalja helyét a konferencia-asztalnál.
- 1989-07-31 Az Eszperantó Világszövetség vezetőségébe választják Pricz Oszkárt, a magyar szövetség titkárát.
- 1989-09-16 A szövetség létrehozza TALENTO alapítványt, melynek fő célja a minden kisgyermekben létező tehetség minél tökéletesebb kibontakoztatása. Az alapötlet Polgár László pszichopedagógusé, a sakkbajnok-lányok édesapjáé, aki maga is tagja lesz a kuratóriumnak.
- 1989 Nemere István – a legolvasottabb magyar sci-fi-író – 13 eszperantó nyelven írt kötetével egyben a legolvasottabb eszperantó nyelvű író is.
- 1989–1990 Kísérlet a szövetség likvidálására. A szövetség vezető testületeiben fellépő likvidátorok célja: a tagok jogainak csökkentésével, a szövetség hivatalos tájékoztatójának megszüntetésével és más módon kényszeríteni a tagságot arra, hogy új, kis egyesületeket alapítva szüntessék meg eddig fennálló tagsági viszonyukat. A kísérlet nem sikerül, de az Alapszabályban foglaltaktól eltérő megoldások tartósításával és ugyanakkor az Alapszabály-módosítás megakadályozásával tartósul az ex lex állapot. A szövetség tájékoztatója 1990-ben fél évig nem jelenik meg, később megszűnik.
- 1990-01-29 A MESZ Számítástechnikai Csoportja létrehozza az InterInform (I5) Alapítványt, amely a hazai számítástechnika-alkalmazási kultúra színvonalának emelését, valamint az eszperantó nyelv kommunikációs célú alkalmazását támogatja.
- 1990-05-20 A szövetség új vezetőinek átlagos életkora a leköszönő vezetőkénél tizenhárom évvel alacsonyabb.
- 1990. jún. A nagy könyvterjesztők fizetésképtelensége illetve a szövetséggel szembeni tartozásai miatt megszűnik a MESZ könyvkiadása.
- 1990. dec. A kulturális támogatások teljes elapadása miatt megszűnik a Hungara Vivo c. folyóirat.